# Ен (приток на Рона)
Вижте пояснителната страница за други значения на Ен.
Ен (на френски: Ain) е река в Източна Франция, преминаваща през планината Юра.
Тя извира при селцето Конт в департамент Жура, Франш Конте, и тече на югозапад през носещия нейното име департамент Ен. Влива се в Рона на около 20 километра над Лион. Общата дължина на Ен е 190 km, а площта на водосборния ѝ басейн е 3765 km².